# Jodie Taylor
Jodie Lee Taylor (* 17. Mai 1986 in Birkenhead) ist eine ehemalige englische Fußballspielerin. Im Alter von 28 Jahren spielte sie das erste Mal für die A-Nationalmannschaft. Sie spielte bisher für Vereine in England, Australien, Kanada, Schweden, den Vereinigten  Staaten und Frankreich. Nach einer zweieinhalb Monate währenden Zeit ohne Verein, spielte sie zuletzt von März bis September 2023 für den FC Arsenal.

## Karriere

### Vereine
Taylor begann ihre Karriere im Jahr 2002 als Fünfzehnjährige beim englischen Erstligisten Tranmere Rovers. Nach dem Abstieg der Rovers im Jahr 2004 nahm sie ein Studium an der Oregon State University in den USA auf und spielte für deren Hochschulteam, die Oregon State Beavers. Währenddessen lief sie sporadisch für die W-League-Franchises der Boston Renegades und Ottawa Fury auf. In der Saison 2009 war sie Teil der W-League-Meistermannschaft Pali Blues, ehe sie für eine Saison nach Ottawa zurückkehrte.
Ende 2010 schloss Taylor sich dem australischen Erstligisten Melbourne Victory an und wechselte Anfang 2011 zurück in ihre Heimat zu den Lincoln Ladies FC. Ende 2011 unterschrieb sie einen Vertrag beim Birmingham City LFC, ließ sich aber umgehend für die Wintermonate zu Melbourne Victory ausleihen. Nach der Saison 2012 bei Birmingham, die durch den Gewinn des FA Women’s Cup gekrönt wurde, folgte eine weitere Ausleihe, die Taylor im Jahr 2013 zum schwedischen Erstligisten Kopparbergs/Göteborg FC führte.
Zur Saison 2013/14 der australischen W-League unterschrieb sie einen Vertrag beim Sydney FC, mit dem sie das Halbfinale um die Meisterschaft erreichte, das mit 2:3 gegen den späteren Meister Melbourne Victory verloren ging. Taylor sicherte sich jedoch mit zwölf Toren in elf Saisonspielen den Titel als beste Torschützin der regulären Saison. Anschließend wechselte sie für ein Jahr zum NWSL-Teilnehmer Washington Spirit, ehe sie im Januar 2015 zum Portland Thorns FC ging. Nach einer Leihe zum australischen Erstligisten Canberra United, für den sie jedoch kein Pflichtspiel bestritt, wechselte Taylor im März 2016 zum Arsenal LFC. Für Arsenal kam sie erst Ende Oktober zu ihrem ersten Ligaspiel, erzielte dabei aber gegen die Doncaster Belles beide Tore zum 2:0-Sieg. Es folgte noch ein weiterer Einsatz im letzten Saisonspiel beim 5:3 gegen Liverpool. Arsenal beendete die Saison auf dem dritten Platz und verpasste damit die UEFA Women’s Champions League 2017/18.
In der „Spring Series“ genannten kurzen Übergangssaison 2017 kam sie in sieben von acht Spielen zum Einsatz und erzielte dabei drei Tore. Diese kurze Saison endete ebenso mit dem dritten Platz wie die folgende, nun an den normalen europäischen Spielkalender angepasste Saison 2017/18 in der sie aber nur die ersten drei Spiele mitmachte. Danach wechselte sie erneut nach Australien, nun zum Melbourne City FC. Ihr erstes Spiel für Melbourne bestritt sie am 1. Januar 2018. Das erste Tor für Melbourne gelang ihr am letzten Spieltag der regulären Saison beim 3:0 gegen die Newcastle Jets. Damit endete die regulären Saison für Melbourne auf dem vierten Platz, womit die Finals series erreicht wurden. Hier besiegten sie zunächst im Halbfinale Brisbane Roar, den Spitzenreiter nach der Saison und dann im Finale den Sydney FC mit 2:0, wobei sie das zweite Tor erzielte.
Danach wechselt sie in die National Women’s Soccer League zum Seattle Reign FC. Für diesen bestritt sie alle Saisonspiele und war zusammen mit der Kanadierin Christine Sinclair mit je neun Toren fünftbeste Torschützin der Saison und beste Torschützin ihres Vereins, der die Saison als Dritter abschloss. Damit wurden die NWSL Championship Play-offs erreicht, wo allerdings das Halbfinale gegen den Ligazweiten Portland Thorns FC mit 1:2 verloren wurde. Zur Saison 2019 startet der Verein nach Umzug als Reign FC.

### Nationalmannschaft
Taylor stand im Aufgebot verschiedener englischer Nachwuchs-Nationalmannschaften. Im Januar 2014 wurde sie erstmals zu einem Trainingslager der englischen A-Nationalmannschaft eingeladen, und debütierte schließlich am 3. August 2014 bei einem Freundschaftsspiel gegen Schweden. Am 21. August hatte sie beim 4:0 gegen Wales ihren einzigen Einsatz in der Qualifikation zur WM 2015.
Am 6. März 2015 erzielte sie beim 3:0 gegen Australien im Zypern-Cup 2015 alle drei Tore und damit ihre ersten Länderspieltore.
Für die WM wurde sie nominiert und war dabei die englische Feldspielerin mit den wenigsten Länderspielen. Bei der WM wurde sie erstmals im dritten Gruppenspiel beim 2:1 gegen Kolumbien neun Minuten vor dem Spielende eingewechselt. Im Achtelfinale gegen Norwegen kam sie in der 63. Minute ins Spiel. Im Viertelfinale gegen die Gastgeberinnen stand sie dann in der Startelf und erzielte in der 11. Minute das 1:0 und blieb dann auch im Spiel, das mit 2:1 gewonnen wurde. Auch im Halbfinale gegen Titelverteidiger Japan stand sie in der Startelf, wurde aber beim Stand von 1:1 nach einer Stunde ausgewechselt. Durch ein Eigentor in der Nachspielzeit von Laura Bassett wurde das Spiel verloren und das Finale verpasst. Im Spiel um Platz 3, in dem erstmals ein Sieg gegen Deutschland gelang, wurde sie nicht eingesetzt.
In der Qualifikation zur EM 2017 kam sie nicht zum Einsatz, bei der EM war sie dann mit fünf Toren beste Torschützin. Davon erzielte sie drei im ersten Gruppenspiel gegen den nördlichen Nachbarn Schottland, für den das das erste EM-Spiel ihrer Frauenmannschaft war. Im zweiten Gruppenspiel gegen Spanien erzielte sie den 2:0-Endstand. Damit waren die Engländerinnen bereits für das Viertelfinale qualifizierte. Taylor wurde daher im dritten Gruppenspiel wie einige andere Stammspielerinnen geschont. Im Viertelfinale gegen Frankreich erzielte sie den 1:0-Siegtreffer. Durch die 0:3-Halbfinalniederlage gegen die Gastgeberinnen wurde dann aber das Finale verpasst.
In der Qualifikation zur WM 2019 wurde sie in der Hälfte der Spiele eingesetzt und erzielte dabei zwei Tore. Beim SheBelieves Cup 2018 kam sie dagegen in allen Spielen zum Einsatz, beim gewonnenen SheBelieves Cup 2019 wurde sie aber nur in zwei Spielen eingesetzt und kam nur auf 53 Einsatzminuten. Es folgte noch ein Einsatz bei der 0:1-Heimniederlage gegen Kanada und am 8. Mai die Nominierung für die WM. Bei der WM kam sie nur im Gruppenspiel gegen Argentinien über 90 Minuten zum Einsatz und obwohl sie dabei das einzige Tor des Spiels erzielte, wurde sie danach nur noch zweimal eingewechselt – im Achtelfinale gegen Kamerun in der 64. Minute und im Spiel um Platz 3 gegen Schweden in der 50. Minute. Da das Spiel mit 1:2 verloren wurde, endete die WM für die Engländerinnen auf dem vierten Platz.

## Erfolge
- 2009: Gewinn der Meisterschaft in der W-League (Pali Blues)
- 2012: Gewinn des FA Women’s Cup (Birmingham City LFC)
- 2013: Gewinn des schwedischen Supercups (Kopparbergs/Göteborg FC)
- 2013/14: Torschützenkönigin der W-League
- 2015: WM-Dritte
- 2017: Torschützenkönigin der EM 2017
- 2017/18: W-League-Siegerin (Melbourne City FC)
- 2019: SheBelieves-Cup-Siegerin